# Agrotis putativa
Agrotis putativa là một loài bướm đêm trong họ Noctuidae.